# Robert Magnusson (ämbetsman)
Robert August Hjalmar Magnusson, född den 4 december 1900 i Anderstorps församling, Jönköpings län, död den 11 februari 1978 i Växjö, var en svensk ämbetsman.
Magnusson avlade studentexamen i Jönköping 1921 och juris kandidatexamen vid Stockholms högskola 1925. Han var notarie i Kinds och Redvägs domsaga 1925–1928. Magnusson blev länsnotarie i Kronobergs län 1928 och länsassessor där 1939. Han var sektionschef i Statens livsmedelskommission 1940–1945, landssekreterare i Hallands län 1946–1960 samt generaldirektör och chef för Statens jordbruksnämnd 1960–1966 (tillförordnad 1959). Magnusson var ordförande i Katrinebergs folkhögskola 1958–1960. Han blev riddare av Vasaorden 1946 och av Nordstjärneorden 1949 samt kommendör av sistnämnda orden 1955 och kommendör av första klassen 1962.